# مايك كامبل
مايك كامبل هو لاعب كرة القدم الكندية كندي، ولد في 19 سبتمبر 1965 في North York ‏ في كندا.